# Páll Hreinsson
Páll Hreinsson (* 20. Februar 1963 in Reykjavík) ist ein isländischer Universitätsprofessor, Dekan und Richter (Präsident) des EFTA-Gerichtshofs in Luxemburg.

## Bildung
Bis 1983 besuchte Páll Hreinsson das Gymnasium Menntaskólinn við Hamrahlíð. 1988 erlangte er den Titel Candidatus Juris (cand.jur., Titel ähnlich dem Master) an der Universität Island (isländisch Háskóli Íslands). Von 1990 bis 1991 studierte er Verwaltungsrecht und öffentliches Recht an der Universität Kopenhagen. Am 5. Februar 2005 promovierte er zum Doktor der Rechte an der Universität Island.

## Berufliche Tätigkeit
Páll Hreinsson war von 1988 bis 1991 Assistenzrichter am Stadtgericht von Reykjavík, und von 1991 bis 1998 Assistent beim Althing Ombudsman (im parlamentarischen Ombudsmannbüro). Von 1998 bis 1999 war er Dozent (isl.: Dósent við lagadeild) und von 1999 bis 2007 Professor der Rechte (isl.: Prófessor við lagadeild) an der Universität von Island. Von 2002 bis 2005 war er Vizedekan und von 2005 bis 2007 Dekan der rechtswissenschaftlichen Fakultät und in weiteren Funktionen an der Universität von Island.
2007 wurde er als Richter an den Obersten Gerichtshof (Hæstiréttur) von Island berufen (bis 2011).
Im Dezember 2008 wurde Páll Hreinsson zum Vorsitzenden des parlamentarischen Untersuchungsausschusses gemäß dem isländischen Gesetz Nr. 142/2008 über eine Untersuchung der Ursachen der isländischen Finanzkrise 2008–2011 berufen. Während der Arbeit des Ausschusses war er von den Aufgaben des Richters des Obersten Gerichtshofs beurlaubt.
Seit 15. September 2015 ist er Richter am EFTA-Gerichtshof in Luxemburg und seit 1. Januar 2018 der Präsident dieses Gerichtshofes (bis 2020).

## Veröffentlichungen (Auswahl)
Páll Hreinsson hat mehr als zehn Bücher und eine Vielzahl an Artikeln zum isländischen und internationalen Recht veröffentlicht (Beispiele):
- Carl Baudenbacher, Páll Hreinsson;  Sven Erik Svedman u. a.: The Fundamental Principles of EEA Law. Springer International Publishing, 2017, ISBN 978-3-319-45189-3.
- Páll Hreinsson: Stjórnsýslulögin. Reykjavík 1994, Forsaetisráđuneytiđ, ISBN 9979-9133-0-4.
- Páll Hreinsson: Dómar í víxilmálum. Reykjavík 1991, Orators, ISBN 9979-825-08-1.